# Simone Hain
Katrin Simone Hain (* 1956 in Elsterwerda) ist eine deutsche Architektur- und Planungshistorikerin (Schwerpunkte: Geschichte des modernen Planens und Bauens, DDR-Baugeschichte), Mitglied der Deutschen Akademie für Städtebau und Landesplanung, und war von 2006 bis 2016 Professorin am Institut für Stadt- und Baugeschichte an der Technischen Universität Graz.

## Leben
Hain studierte Kunstgeschichte in Brno (Brünn, Tschechien) und Städtebau bei Bruno Flierl, (dessen Assistentin sie war) an der Humboldt-Universität Berlin. Sie promovierte über die Architekturkonzeptionen der tschechischen Avantgarde in den 30er und 40er Jahren (1987). Sie erhielt Lehraufträge von verschiedenen Hochschulen, z. B. Humboldt-Universität Berlin, Kunsthochschule Berlin-Weißensee, Bauhaus-Universität Weimar, Hochschule für bildende Künste Hamburg, University of California, Berkeley.
1990 wurde sie Leiterin der Abteilung „Theorie und Geschichte“ am Institut für Städtebau und Architektur der DDR. Veröffentlichungen über Karel Teige, Mart Stam, Hannes Meyer, Bruno Taut und Hans Schmidt folgten. Sie war maßgeblich am Aufbau der wissenschaftlichen Sammlungen am Institut für Regionalentwicklung und Strukturplanung in Erkner (IRS) beteiligt und leitete dort den Forschungsbereich „Neuere Bau- und Planungsgeschichte“. Mitte der 90er war sie stellvertretende Vorsitzende des Landesdenkmalrates Berlin.
Seit 1996 arbeitet Hain freiberuflich als Gutachterin und Publizistin (nach Kritik am Planwerk Innenstadt). Sie bewirkte die denkmalpflegerische Rekonstruktion des Gebäudes in der Hannoverschen Straße 30 (ehemalige StäV, heute BMBF). 2000 wurde sie Vertretungsprofessorin für Baugeschichte an der Hochschule für bildende Künste Hamburg (Arbeiten über Hoyerswerda: heuristische Erkundungsgänge in einer „schrumpfenden Stadt“). Sie initiierte zusammen mit Hartmut Frank die erste gesamtdeutsche architekturhistorische Retrospektive „Zwei deutsche Architekturen 1949–1989“, eine Wanderausstellung des Instituts für Auslandsbeziehungen (ifa); bisherige Stationen: Hamburg, Leipzig, Delft, Istanbul, Bukarest, Athen, Brüssel, Kopenhagen. Von April 2005 bis Oktober 2006 lehrte Hain an der Bauhaus-Universität Weimar (Gropius-Professur für Geschichte der modernen Architektur).

## Veröffentlichungen

### Beiträge in Sammel- und Tagungsbänden (Auswahl)
- Die andere Charta, der moderne Städtebau auf dem Prüfstand der Politik (1993, Kursbuch 112)
- Ex oriente lux, Deutschland und der Osten (1994, Ausstellungskatalog des Deutschen Architekturmuseums Frankfurt)[8]
- Reise nach Moskau, Quellenedition zur neueren Planungsgeschichte (1995, IRS)
- Kolonialarchitektur? Die Stalinallee im Kontext internationaler Ästhetikdebatten (1996, Akademie-Verlag)
- ABC und DDR, drei Versuche, Avantgarde mit Sozialismus in Deutschland zu verbinden (1996, Köln DuMont)
- Die Salons der Sozialisten, Geschichte und Gestalt der Kulturhäuser in der DDR (1996, IRS) Zusammen mit Stephan Stroux und Michael Schroedter.
- Archäologie und Aneignung; Ideen, Pläne, Stadtfigurationen in Ostberlin nach 1945 (1996, IRS)
- Zweckmäßigkeit, Schönheit und Idee; zur Schinkelrezeption in der frühen DDR und den Plänen für den Wiederaufbau der Bauakademie (1997, Verlag für Bauwesen)
- Warum zum Beispiel die Stalinallee? Beiträge zu einer Transformationsgeschichte des modernen Planens und Bauens (1999, IRS)
- Zwischen Arkonaplatz und Nikolaiviertel, Konflikte bei der Rückkehr in die Stadt (2000, Stadt der Architektur)
- Bundesministerium für Bildung und Forschung: Ehemalige Ständige Vertretung der Bundesrepublik Deutschland in der DDR, Hannoversche Straße 30 (2000, Hauptstadt Berlin)
- Die Architekturdoktrin der „Nationalen Traditionen“ in der frühen DDR (2000, Deutsche Verlagsanstalt)
- Abenteuer in Beton, Industrialisierung in der DDR (2000, Deutsche Verlagsanstalt)
- Unsereins, Gerhard Gundermann und das wahre Leben (2000, Ausstellungskatalog Alltagskultur Eisenhüttenstadt)
- Schwebende über einer Grenze, kulturelle Begegnungen in der Ständigen Vertretung der Bundesrepublik (2002, Ausstellung Mauersprünge und Wahnzimmer, Leipzig)
- Das utopische Potential der Platte (2003, Junius-Verlag Hamburg)

### Zeitschriftenaufsätze (Auswahl)
- Vom Instrument zum Monument? Denkmalpflege an Bauten der Moderne (1990, form + zweck, 4)
- Wer schützt Norman Foster? (1992, Bauwelt)
- Mart Stam in der DDR (1992, form + zweck, 4–5)
- Zum 100. Geburtstag von Hans Schmidt (1993, Bauwelt)
- Geschichte des Ostberliner Stadtraums in der DDR (1995, Foyer)
- Moderne von unten (1996, Der Architekt)
- Heiße Luft oder Warum so viel Lärm um einen Plan? (1996, BZ)
- Salons der Sozialisten, Kulturhäuser in der Berliner Innenstadt (1997, Stadtforum)
- Rekonstruktion made in GDR (1997, Foyer)
- Das Manhattan-Projekt in Preußisch-Aspik, Berliner Städtebau (1998, Freitag)
- Der Berliner Städtebaudiskurs als symbolisches Handeln und Ausdruck hegemonialer Interessen (1998, WeltTrends, 17)
- Erwiderung an Peter Strieder (1998, WeltTrends, 20)
- Renaissance des Architekten im Zeitalter der Industrialisierung, die wirtschaftlich begründete Ästhetik von Hans Schmidt (2000, werk, bauen, wohnen, 11)

## Gutachten und Projekte (Auswahl)
- Bau- und planungsgeschichtliche Dokumentation sowie Bestandsbewertung für den ehemaligen Volkspark Monbijou
- Von der Ständigen Vertretung der BRD in der DDR zum 2. Dienstsitz des Bundesministeriums für Bildung, Wissenschaft, Forschung und Technologie in Berlin (mit Vertiefungsbereich Scharounatelier), vorbereitende Untersuchung, Berlin 1998, in Zusammenarbeit mit dem Architekturbüro Jochem Jourdan (im Auftrag des Bundesamtes für Bauwesen und Raumordnung[9])
- Der Wiederaufbau des Berliner Forums und die Entwicklung der Freiräume entlang der zentralen stadtbaukünstlerischen Achse der ehemaligen Hauptstadt der DDR in der Ära Paulick (1950–1969), Gutachten und Alternativkonzeption in Zusammenarbeit mit dem Büro für Landschaftsarchitektur, Bezirksamt Mitte, 1999
- Zwei deutsche Architekturen 1949–1989, Konzeption zusammen mit Hartmut Frank, Wanderausstellung des Instituts für Auslandsbeziehungen, 2004